# Isidoro Dubournais
Isidoro Dubournais du Salaun (La Serena, 1893-El Quisco, 1 de octubre de 1954) fue un empresario minero de Chile, regidor de Algarrobo y fundador de la comuna de El Quisco. Fue también un hermano de Carlos Dubournais du Salaun, General de la Fuerza Aérea de Chile.

## Biografía
Su padre fue François Dubournais du Ferran, llega a Chile desde Francia, al puerto de Coquimbo en donde contrajo nupcias con la chilena Célestine du Salaun L'Egoin d'Orléans.
Su casa de piedra aún continúa en la comunidad actualmente de propiedad del médico chileno Dr. Mario López Ibáñez.
Falleció el 1 de octubre de 1954, siendo regidor de la comuna de Algarrobo. Para escoger a su reemplazante, se realizó una elección complementaria el 14 de noviembre.

## Matrimonios e hijos
Contrajo matrimonio dos veces la primera con Selma Sommer Rettig, con la cual tuvo dos hijos Isidoro Dubournais Sommer y Selma Dubournais Sommer (siendo su hija la madre de Luis Montt Dubournais, abogado y político chileno, exalcalde de la Comuna de La Reina).
En segundas nupcias con Marta Charme Prieto -ella era hija del médico y político Eduardo Charme Fernández y de Amelia Prieto Muñoz-con la cual tuvo un hijo Gastón Dubournais Charme.

## Significado del apellido
Dubournais es que un apellido derivado de bourne, forma meridional de Borne, un dominio obtenido por nacimiento , forma directa u apodo del propietario.